# Sebastian Lletget
Sebastián Francisco Lletget (San Francisco, 3 settembre 1992) è un calciatore statunitense di origini argentine, centrocampista dell'FC Dallas.

## Carriera

### Club

#### West Ham United
Lletget inizia la sua carriera calcistica con il West Ham, club con il quale firma il suo primo contratto da professionista nel settembre del 2010. Nonostante le varie convocazioni in prima squadra, non è mai riuscito a debuttare ufficialmente in Premier League, complice anche la mononucleosi contratta nel 2013. Il suo debutto ufficiale con la maglia degli hammers arriva il 5 gennaio 2014 nel terzo turno di FA Cup contro il Nottingham Forest.

#### Los Angeles Galaxy
L'8 maggio 2015 si trasferisce ai Los Angeles Galaxy. Il 17 maggio debutta in MLS contro l'Orlando City, sostituendo Mika Väyrynen al 69º minuto. Il 13 giugno viene schierato per la prima volta da titolare nella partita contro i Columbus Crew, nella quale segna anche il suo primo gol con la maglia dei Galaxy.

#### New England Revolution
Il 16 dicembre 2021; dopo 6 anni nei Galaxy, passa per 1,3 milioni di dollari ai New England Revolution, freschi vincitori del Supporters' Shield con il record di punti.
Fece il suo debutto nella prima partita della stagione dove segnò la sua prima rete nel 2-2 conto i Portland Timbers. Il 9 Marzo 2022 segnò il gol della vittoria nei quarti di finale della CONCACAF Champions League contro il Pumas UNAM. Segnò il suo secondo gol in MLS con i Revs il 21 maggio nella vittoria per 3-2 contro l'FC Cincinnati.

#### FC Dallas
Il 3 Agosto 2022 l'FC Dallas comunica di aver acquistato il giocatore per 600,000 $. L'accordo prevede il versamento della metà della somma nel 2022 e l'altra metà nel 2023.

### Nazionale
Ha rappresentato gli Stati Uniti a livello under-17, under-20 e under-23 prima di rappresentare la Nazionale maggiore nel gennaio 2017 per la prima volta segnando il suo primo gol due mesi dopo nella gara di qualificazione ai Mondiali 2018 (a cui gli Stati Uniti non si sono qualificati)  nella roboante goleada rifilata all'Honduras (6-0).

## Vita privata
Attualmente ha una relazione con la cantante Becky G che dura dal 2016.

## Statistiche

### Presenze e reti nei club
Statistiche aggiornate al 26 giugno 2023.
| Stagione                  | Squadra                   | Campionato                | Campionato | Campionato | Coppe nazionali | Coppe nazionali | Coppe nazionali | Coppe continentali | Coppe continentali | Coppe continentali | Altre coppe | Altre coppe | Altre coppe | Totale | Totale |
| Stagione                  | Squadra                   | Comp                      | Pres       | Reti       | Comp            | Pres            | Reti            | Comp               | Pres               | Reti               | Comp        | Pres        | Reti        | Pres   | Reti   |
| ------------------------- | ------------------------- | ------------------------- | ---------- | ---------- | --------------- | --------------- | --------------- | ------------------ | ------------------ | ------------------ | ----------- | ----------- | ----------- | ------ | ------ |
| 2013-2014                 | West Ham United           | PL                        | 0          | 0          | FACup+CdL       | 1+0             | 0+0             | -                  | -                  | -                  | -           | -           | -           | 1      | 0      |
| 2014-2015                 | West Ham United           | PL                        | 0          | 0          | FACup+CdL       | 0+0             | 0+0             | -                  | -                  | -                  | -           | -           | -           | 0      | 0      |
| Totale West Ham United    | Totale West Ham United    | Totale West Ham United    | 0          | 0          |                 | 1+0             | 0+0             |                    | -                  | -                  |             | -           | -           | 1      | 0      |
| mag. 2015                 | LA Galaxy                 | MLS                       | 1          | 0          | -               | -               | -               | -                  | -                  | -                  | -           | -           | -           | 1      | 0      |
| mag. 2015                 | LA Galaxy II              | USL                       | 1          | 0          | -               | -               | -               | -                  | -                  | -                  | -           | -           | -           | 1      | 0      |
| giu.-nov. 2015            | LA Galaxy                 | MLS                       | 19+1       | 7+1        | USOC            | 3               | 1               | CCL                | 4                  | 0                  | -           | -           | -           | 27     | 9      |
| 2016                      | LA Galaxy                 | MLS                       | 31+3       | 1+0        | USOC            | 4               | 4               | -                  | -                  | -                  | -           | -           | -           | 38     | 5      |
| 2017                      | LA Galaxy                 | MLS                       | 3          | 0          | USOC            | 0               | 0               | -                  | -                  | -                  | -           | -           | -           | 3      | 0      |
| 2018                      | LA Galaxy                 | MLS                       | 28         | 3          | USOC            | 1               | 0               | -                  | -                  | -                  | -           | -           | -           | 29     | 3      |
| 2019                      | LA Galaxy                 | MLS                       | 29+2       | 3+1        | USOC            | 0               | 0               | -                  | -                  | -                  | LC          | 1           | 0           | 32     | 4      |
| 2020                      | LA Galaxy                 | MLS                       | 18         | 6          | -               | -               | -               | -                  | -                  | -                  | MisB        | 3           | 0           | 21     | 6      |
| 2021                      | LA Galaxy                 | MLS                       | 26         | 3          | -               | -               | -               | -                  | -                  | -                  | -           | -           | -           | 26     | 3      |
| Totale Los Angeles Galaxy | Totale Los Angeles Galaxy | Totale Los Angeles Galaxy | 155+6      | 23+2       |                 | 8               | 5               |                    | 4                  | 0                  |             | 4           | 0           | 177    | 30     |
| gen.-ago. 2022            | New England Revolution    | MLS                       | 19         | 2          | USOC            | 1               | 0               | CCL                | 2                  | 1                  | -           | -           | -           | 22     | 3      |
| ago.-nov. 2022            | FC Dallas                 | MLS                       | 10+2       | 1+0        | USOC            | 0               | 0               | -                  | -                  | -                  | -           | -           | -           | 12     | 1      |
| 2023                      | FC Dallas                 | MLS                       | 12         | 0          | USOC            | 1               | 0               | -                  | -                  | -                  | -           | -           | -           | 13     | 0      |
| Totale FC Dallas          | Totale FC Dallas          | Totale FC Dallas          | 22+2       | 1+0        |                 | 1               | 0               |                    | -                  | -                  |             | -           | -           | 25     | 1      |
| Totale carriera           | Totale carriera           | Totale carriera           | 205        | 28         |                 | 11              | 5               |                    | 6                  | 1                  |             | 4           | 0           | 226    | 34     |

### Cronologia presenze e reti in nazionale
| Cronologia completa delle presenze e delle reti in nazionale ― Stati Uniti | Cronologia completa delle presenze e delle reti in nazionale ― Stati Uniti | Cronologia completa delle presenze e delle reti in nazionale ― Stati Uniti | Cronologia completa delle presenze e delle reti in nazionale ― Stati Uniti | Cronologia completa delle presenze e delle reti in nazionale ― Stati Uniti | Cronologia completa delle presenze e delle reti in nazionale ― Stati Uniti | Cronologia completa delle presenze e delle reti in nazionale ― Stati Uniti | Cronologia completa delle presenze e delle reti in nazionale ― Stati Uniti |
| Data                                                                       | Città                                                                      | In casa                                                                    | Risultato                                                                  | Ospiti                                                                     | Competizione                                                               | Reti                                                                       | Note                                                                       |
| -------------------------------------------------------------------------- | -------------------------------------------------------------------------- | -------------------------------------------------------------------------- | -------------------------------------------------------------------------- | -------------------------------------------------------------------------- | -------------------------------------------------------------------------- | -------------------------------------------------------------------------- | -------------------------------------------------------------------------- |
| 29-1-2017                                                                  | San Diego                                                                  | Stati Uniti                                                                | 0 – 0                                                                      | Serbia                                                                     | Amichevole                                                                 | -                                                                          | 46’                                                                        |
| 3-2-2017                                                                   | Chattanooga                                                                | Stati Uniti                                                                | 1 – 0                                                                      | Giamaica                                                                   | Amichevole                                                                 | -                                                                          |                                                                            |
| 24-3-2017                                                                  | San Jose                                                                   | Stati Uniti                                                                | 6 – 0                                                                      | Honduras                                                                   | Qual. Mondiali 2018                                                        | 1                                                                          |                                                                            |
| 15-11-2018                                                                 | Londra                                                                     | Inghilterra                                                                | 3 – 0                                                                      | Stati Uniti                                                                | Amichevole                                                                 | -                                                                          | 76’                                                                        |
| 20-11-2018                                                                 | Genk                                                                       | Italia                                                                     | 1 – 0                                                                      | Stati Uniti                                                                | Amichevole                                                                 | -                                                                          | 83’                                                                        |
| 28-1-2019                                                                  | Phoenix                                                                    | Stati Uniti                                                                | 3 – 0                                                                      | Panama                                                                     | Amichevole                                                                 | -                                                                          | 62’                                                                        |
| 2-2-2019                                                                   | San José                                                                   | Stati Uniti                                                                | 2 – 0                                                                      | Costa Rica                                                                 | Amichevole                                                                 | 1                                                                          | 63’                                                                        |
| 21-3-2019                                                                  | Orlando                                                                    | Stati Uniti                                                                | 1 – 0                                                                      | Ecuador                                                                    | Amichevole                                                                 | -                                                                          | 62’                                                                        |
| 26-3-2019                                                                  | Houston                                                                    | Stati Uniti                                                                | 1 – 1                                                                      | Cile                                                                       | Amichevole                                                                 | -                                                                          | 36’                                                                        |
| 6-9-2019                                                                   | East Rutherford                                                            | Stati Uniti                                                                | 0 – 3                                                                      | Messico                                                                    | Amichevole                                                                 | -                                                                          | 77’                                                                        |
| 10-9-2019                                                                  | Saint Louis                                                                | Stati Uniti                                                                | 1 – 1                                                                      | Uruguay                                                                    | Amichevole                                                                 | -                                                                          |                                                                            |
| 11-10-2019                                                                 | Washington                                                                 | Stati Uniti                                                                | 7 – 0                                                                      | Cuba                                                                       | CONCACAF Nations League 2019-2020 - 2º turno                               | -                                                                          | 68’                                                                        |
| 15-11-2019                                                                 | Orlando                                                                    | Stati Uniti                                                                | 4 – 1                                                                      | Canada                                                                     | CONCACAF Nations League 2019-2020 - 2º turno                               | -                                                                          | 69’                                                                        |
| 1-2-2020                                                                   | Carson                                                                     | Stati Uniti                                                                | 1 – 0                                                                      | Costa Rica                                                                 | Amichevole                                                                 | -                                                                          |                                                                            |
| 12-11-2020                                                                 | Swansea                                                                    | Galles                                                                     | 0 – 0                                                                      | Stati Uniti                                                                | Amichevole                                                                 | -                                                                          | 86’                                                                        |
| 16-11-2020                                                                 | Wiener Neustadt                                                            | Stati Uniti                                                                | 6 – 2                                                                      | Panama                                                                     | Amichevole                                                                 | 1                                                                          | 76’                                                                        |
| 9-12-2020                                                                  | Miami                                                                      | Stati Uniti                                                                | 6 – 0                                                                      | El Salvador                                                                | Amichevole                                                                 | 1                                                                          | 67’                                                                        |
| 31-1-2021                                                                  | Miami                                                                      | Stati Uniti                                                                | 7 – 0                                                                      | Trinidad e Tobago                                                          | Amichevole                                                                 | -                                                                          | 46’                                                                        |
| 25-3-2021                                                                  | Wiener Neustadt                                                            | Stati Uniti                                                                | 4 – 1                                                                      | Giamaica                                                                   | Amichevole                                                                 | 2                                                                          | 83’                                                                        |
| 28-3-2021                                                                  | Belfast                                                                    | Irlanda del Nord                                                           | 1 – 2                                                                      | Stati Uniti                                                                | Amichevole                                                                 | -                                                                          | 46’                                                                        |
| 30-5-2021                                                                  | San Gallo                                                                  | Svizzera                                                                   | 2 – 1                                                                      | Stati Uniti                                                                | Amichevole                                                                 | 1                                                                          | 61’                                                                        |
| 3-6-2021                                                                   | Denver                                                                     | Stati Uniti                                                                | 1 – 0                                                                      | Honduras                                                                   | CONCACAF Nations League 2019-2020 - Semifinale                             | -                                                                          |                                                                            |
| 6-6-2021                                                                   | Denver                                                                     | Stati Uniti                                                                | 3 – 2 dts                                                                  | Messico                                                                    | CONCACAF Nations League 2019-2020 - Finale                                 | -                                                                          | 83’                                                                        |
| 9-6-2021                                                                   | Sandy                                                                      | Stati Uniti                                                                | 4 – 0                                                                      | Costa Rica                                                                 | Amichevole                                                                 | -                                                                          |                                                                            |
| 12-7-2021                                                                  | Kansas City                                                                | Stati Uniti                                                                | 1 – 0                                                                      | Haiti                                                                      | Gold Cup 2021 - 1º turno                                                   | -                                                                          | cap.                                                                       |
| 18-7-2021                                                                  | Kansas City                                                                | Stati Uniti                                                                | 1 – 0                                                                      | Canada                                                                     | Gold Cup 2021 - 1º turno                                                   | -                                                                          | cap.                                                                       |
| 25-7-2021                                                                  | Arlington                                                                  | Stati Uniti                                                                | 1 – 0                                                                      | Giamaica                                                                   | Gold Cup 2021 - Quarti di finale                                           | -                                                                          | cap.                                                                       |
| 30-7-2021                                                                  | Austin                                                                     | Qatar                                                                      | 0 – 1                                                                      | Stati Uniti                                                                | Gold Cup 2021 - Semifinale                                                 | -                                                                          | cap.                                                                       |
| 1-8-2021                                                                   | Paradise                                                                   | Stati Uniti                                                                | 1 – 0 dts                                                                  | Messico                                                                    | Gold Cup 2021 - Finale                                                     | -                                                                          | cap.                                                                       |
| 2-9-2021                                                                   | San Salvador                                                               | El Salvador                                                                | 0 – 0                                                                      | Stati Uniti                                                                | Qual. Mondiali 2022                                                        | -                                                                          | 79’                                                                        |
| 5-9-2021                                                                   | Nashville                                                                  | Stati Uniti                                                                | 1 – 1                                                                      | Canada                                                                     | Qual. Mondiali 2022                                                        | -                                                                          |                                                                            |
| 8-9-2021                                                                   | San Pedro Sula                                                             | Honduras                                                                   | 1 – 4                                                                      | Stati Uniti                                                                | Qual. Mondiali 2022                                                        | 1                                                                          | 46’                                                                        |
| 10-10-2021                                                                 | Panama                                                                     | Panama                                                                     | 1 – 0                                                                      | Stati Uniti                                                                | Qual. Mondiali 2022                                                        | -                                                                          |                                                                            |
| Totale                                                                     |                                                                            | Presenze                                                                   | 33                                                                         |                                                                            | Reti                                                                       | 8                                                                          |                                                                            |

## Palmarès

### Nazionale
- CONCACAF Nations League: 1

2019-2020
- Gold Cup: 1

Stati Uniti 2021